# مناورات كوبرا العرعر

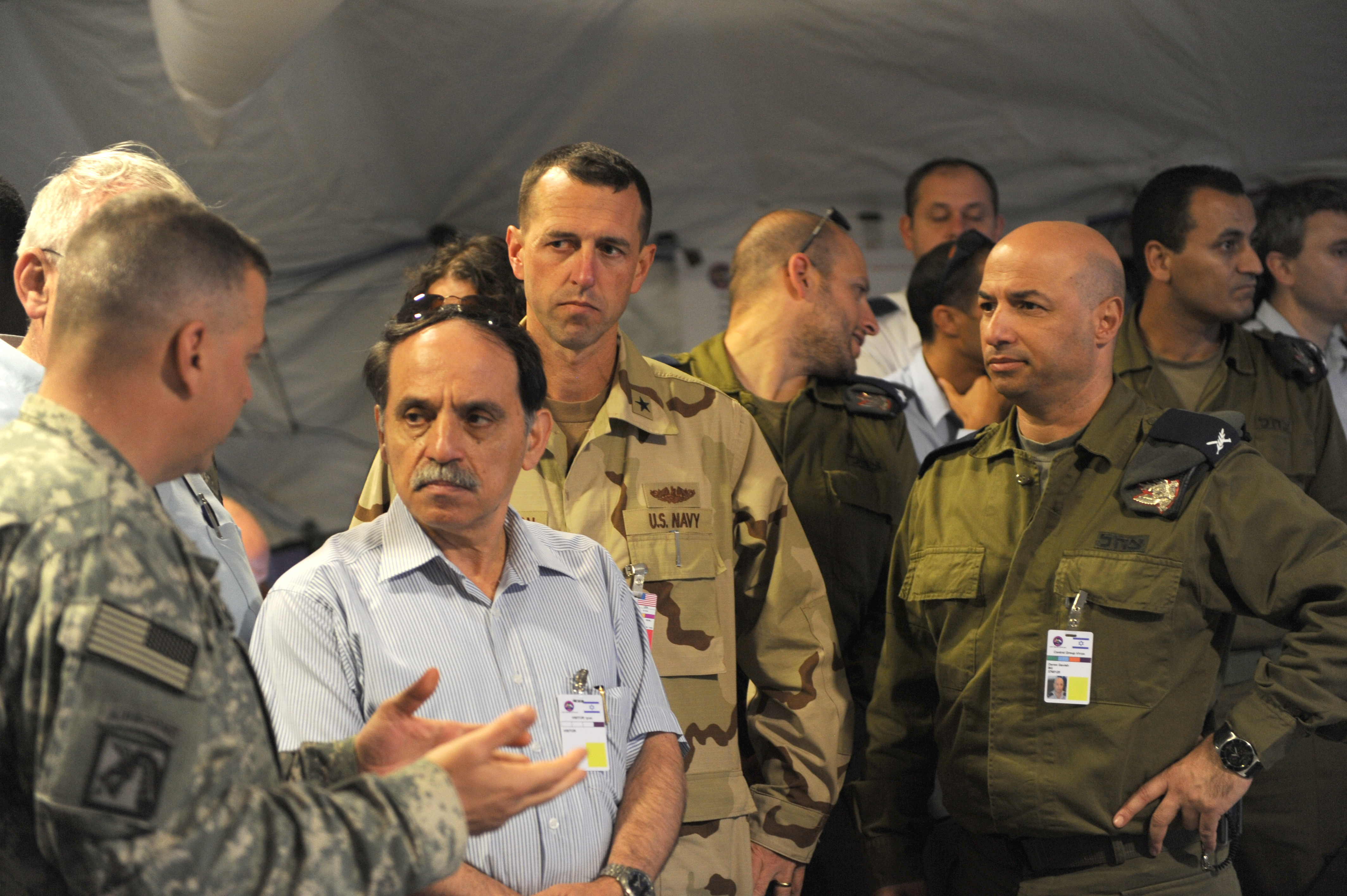

مناورات كوبرا العرعر أو (بالإنجليزية: Juniper Cobra Maneuvers)‏ هي مناورات عسكرية دفاعية مشتركة تقام بين كل من الولايات المتحدة الأمريكية وإسرائيل كل عامين، حيث كانت بدايتها في عام 2001 وتأتي التسمية المذكورة نسبة إلى شجر العرعر «أحد أشجار الصنوبر ذات الإستخدامات الطبية والعطرية». وتعد التدريبات من أضخم المناورات الباليستية المشتركة وأكثرها تعقيداً 

## هدف المناورات
- اختبار قدرة الآليات الدفاعية الإسرائيلية، وخاصة منظومتي الصواريخ أرو - حيتس، وباتريوت، والتصدي للصواريخ الباليستية البعيدة المدى.
- تمكين المنظومات الدفاعية الصاروخية الأمريكية والإسرائيلية من العمل بصورة مشتركة، لاسيما الرادار الأمريكي “اكس باند، اف بي اكس تي” الموجود في النقب والذي سيمكن صواريخ “آرو” أو السهم من اعتراض صواريخ تحاكي شهاب 3 الإيرانية ذاتية الدفع.
- استخدام شبكة صواريخ مضادة للصواريخ، ومنها: شبكة الدفاع الصاروخي الأمريكية باتريوت، وشبكة الدفاع “الإسرائيلية” حيتس،2 وشبكة الدفاع الصاروخي الأمريكية المتنقلة “باتريوت هوك 3” وغيرها.
- تحسين قدرات التنسيق والتعاون بين الجيشين الإسرائيلي والأمريكي في مجال الدفاع الجوي.[4]

## المناورات المنفذة

### كوبرا العرعر-10
بدأت فعاليات المناورة في 20 نوفمبر 2009 وتعد الخامسة من نوعها، وتمت تحت قيادة قائد الأسطول السادس الأمريكي وقتها، الأدميرال مارك فيتشغيرالد، وحاكت سيناريوهات تعرض إسرائيل لهجمات صاروخية من إيران، وشارك فيها أكثر من ألف جندي أمريكي من «القيادة الأوروبية» وعدد مماثل من الجيش الإسرائيلي.
وجري اختبار نظام «السهم 2» للصواريخ الدفاعية الباليستية الإسرائيلي وأنظمة «أيجيس» التابعة للبحرية الأمريكية للدفاعات الصاروخية متعددة الطبقات، واختبار بطاريات «باتريوت» المتقدمة المضادة للصواريخ، كما شاركت 17 قطعة حربية أمريكية مزودة بأحدث المنظومات المضادة للصواريخ الباليستية وبأحدث أنواع أجهزة الرادار، في التدريبات المشتركة.
وتم خلال المناورة تشغيل جهاز الرادار الأمريكي الحديث والذكي الذي كان نصب في إسرائيل قبل حوالي عام للإنذار بإطلاق صواريخ باليستية، وفي المرحلة النهائية منها أجرت المنظومات الأمريكية عملية اعتراض حية بواسطة صواريخ.
شارك في المناورة آلاف الجنود الأمريكيين الذين وصلوا إلى إسرائيل من «القيادة الأوروبية» التابعة للجيش الأمريكي، وخاصة من قواعد عسكرية في منطقة شتوتغارت بألمانيا. وتم وضع معظم هؤلاء الجنود في منطقة النقب خلال المناورة.